# Bassania olivacea
Bassania olivacea là một loài bướm đêm trong họ Geometridae.